# Цир (Волынская область)
Цир (укр. Цир) — село в Любешовской поселковой общине Камень-Каширского района Волынской области Украины.
До 2020 года входило в Любешовский район.
Код КОАТУУ — 0723188701. Население по переписи 2001 года составляет 1207 человек. Почтовый индекс — 44241. Телефонный код — 3362. Занимает площадь 1,78 км².